# Banza nihoa
Banza nihoa е вид насекомо от семейство Дървесни скакалци (Tettigoniidae). Видът е световно застрашен, със статут Уязвим.

## Разпространение
Видът е ендемичен за северозападния хавайски остров Нихоа.